# Terry Tyler
Terry Christopher Tyler (ur. 30 października 1956 w Detroit) – amerykański koszykarz, występujący na pozycji skrzydłowego, trener koszykarski.

## Osiągnięcia
NCAA
- Wybrany do Detroit Mercy Titans Hall of Fame (2001)

NBA
- Zaliczony do składu NBA All-Rookie Team (1979)[1]
- Zawodnik tygodnia (1.03.1981)[2]
- Uczestnik konkursu wsadów (1986 – 8. miejsce)[2]